# Sjelekhov
Sjelekhov (russisk: Шелехов, tr. Sjelekhov) er en by med 41.998(2021) indbyggere, beliggende i Irkutsk oblast i det Sibiriske føderale distrikt af Rusland omkring 20 kilometer sydvest for hovedbyen Irkutsk.

## Geografi
Sjelekhov ligger ved floden Irkut, en biflod til Angara. Sjelekhov er en stationsby på den Den transsibiriske jernbane, 5.204 kilometer fra Moskva.

## Historie
Sjelekhov blev grundlagt i 1953 som en satellitby til Irkutsk i forbindelse med opførelsen af et aluminiumværk. Bebyggelsen fik officiel status af by i 1962. Byen er opkaldt efter den russiske sømand og opdagelsesrejsende Grigorij Sjelekhov (1747-1895)

### Indbyggerudvikling
| År   | Indbyggertal |
| ---- | ------------ |
| 1959 | 13.000       |
| 1979 | 40.600       |
| 1989 | 47.702       |
| 2002 | 47.520       |
| 2009 | 49.551       |

## Venskabsbyer
Sjelekhov er venskabsby med:
- Nomi, Japan
- Rylsk, Rusland